# Kościół św. Jakuba Apostoła w Murowanej Goślinie
Kościół Świętego Jakuba Apostoła w Murowanej Goślinie – rzymskokatolicki kościół parafialny znajdujący się w podpoznańskiej Murowanej Goślinie przy Placu Powstańców Wielkopolskich (rynku).

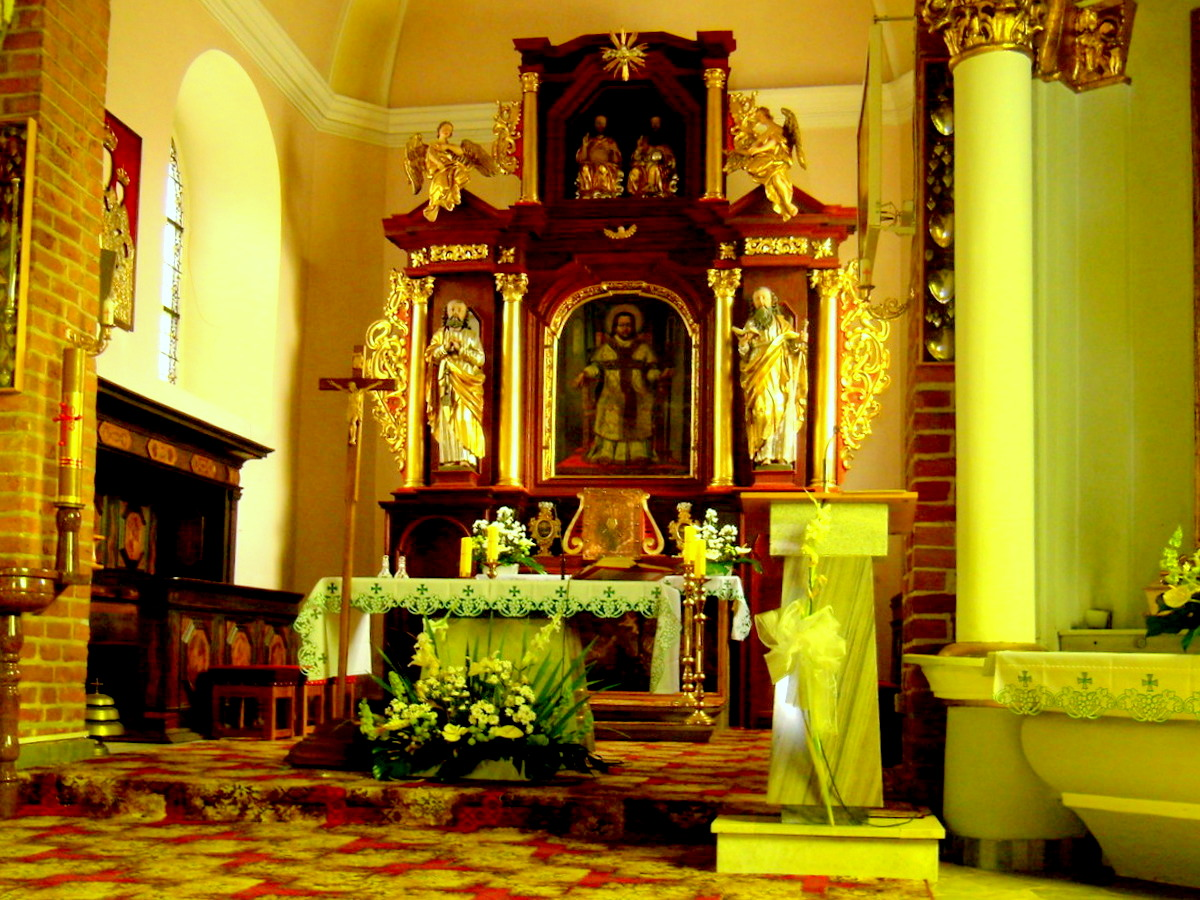
Wnętrze kościoła

Jest to świątynia przypuszczalnie z czasów romańskich, na co wskazywałyby kostki granitowe w fasadzie zachodniej i w cokole murów nawy. Nawa z przełomu XV/XVI wieku, z tego czasu gotycki wątek murów i szczyt wschodni. Prezbiterium dobudowane 1717. Na elewacji południowej renesansowa płyta nagrobna z polskim napisem Urszuli z Ostroroga Lwowskiej Potulickiej, wojewodziny kaliskiej (zmarłej 1575). W szczycie głównego ołtarza i w ołtarzu bocznym rzeźby gotyckie. Obraz ołtarzowy św. Jakuba w sukience, z blachy srebrnej z XVIII wieku, w bocznym ołtarzu obraz Madonny ze szkoły wielkopolskiej w sukience srebrnej z XVIII wieku.